# سوسکچه خرطوم‌دار اگزورناتوس
سوسکچه خرطوم‌دار اگزورناتوس (نام علمی: Alcidodes exornatus) نام یک گونه از سرده سوسکچه‌های خرطوم‌دار آلسیدودس است.